# Dekanat Kieżmark
Dekanat Kieżmark (sł.:Kežmarský dekanát) – jeden z 14 dekanatów w rzymskokatolickiej diecezji spiskiej na Słowacji.

## Parafie
W skład dekanatu wchodzi 14 parafii:
1. parafia św. Szymona i Judy Tadeusza – Abrahámovce
2. parafia św. Wawrzyńca – Buszowce
3. parafia Świętego Krzyża – Huncowce
4. parafia Świętego Krzyża – Kieżmark
5. parafia św. Jana Chrziciela – Lendak
6. parafia Wniebowzięcia NMP – Lubica
7. parafia św. Marcina – Rakusy
8. parafia Ofiarowania Pańskiego – Słowiańska Wieś
9. parafia św. Antoniego Opata – Biała Spiska
10. parafia św. Mateusza – Twarożna
11. parafia św. Katarzyny Aleksandryjskiej – Wielka Łomnica
12. parafia św. Serwacego – Wierzbów
13. parafia św. Mikołaja – Žakovce
14. parafia Nawiedzenia NMP – Zdziar

## Sąsiednie dekanaty
Spišský Štiavnik, Spiskie Podgrodzie, Nowa Wieś Spiska, Stara Wieś Spiska, Stara Lubowla, Lewocza, Poprad